# Батракова, Наталья Николаевна
Наталья Николаевна Батракова (род. 18 мая 1964 года, Белыничи) — белорусская писательница. Одна из лидеров современных прозаиков по количеству проданных книг в Беларуси, автор популярных романов.

## Биография
Наталья Батракова родилась 18 мая 1964 года в Белыничах, Могилёвская область, Белоруссия. В 1981 году окончила Белыническую СШ № 2. В 1986 году окончила Белорусский институт инженеров железнодорожного транспорта в Гомеле. Работает главой представительства иностранной транспортной компании.
Стихи пробовала писать с 16 лет. Её книги романы-дилогии «Территория души» и «Площадь согласия» стали настоящими бестселлерами на белорусском книжном рынке. Известным автором стала после дилогии «Территория души».
Её роман «Миг бесконечности» в 2-х томах стал самым продаваемой художественной книгой в Беларуси в 2012 году.
По итогам профессионального конкурса «Брэнд года—2012», проводимого в Беларуси (25 января 2013 года), Наталья Батракова стала бренд-персоной 2012 года в номинации «Культура».

## Библиография

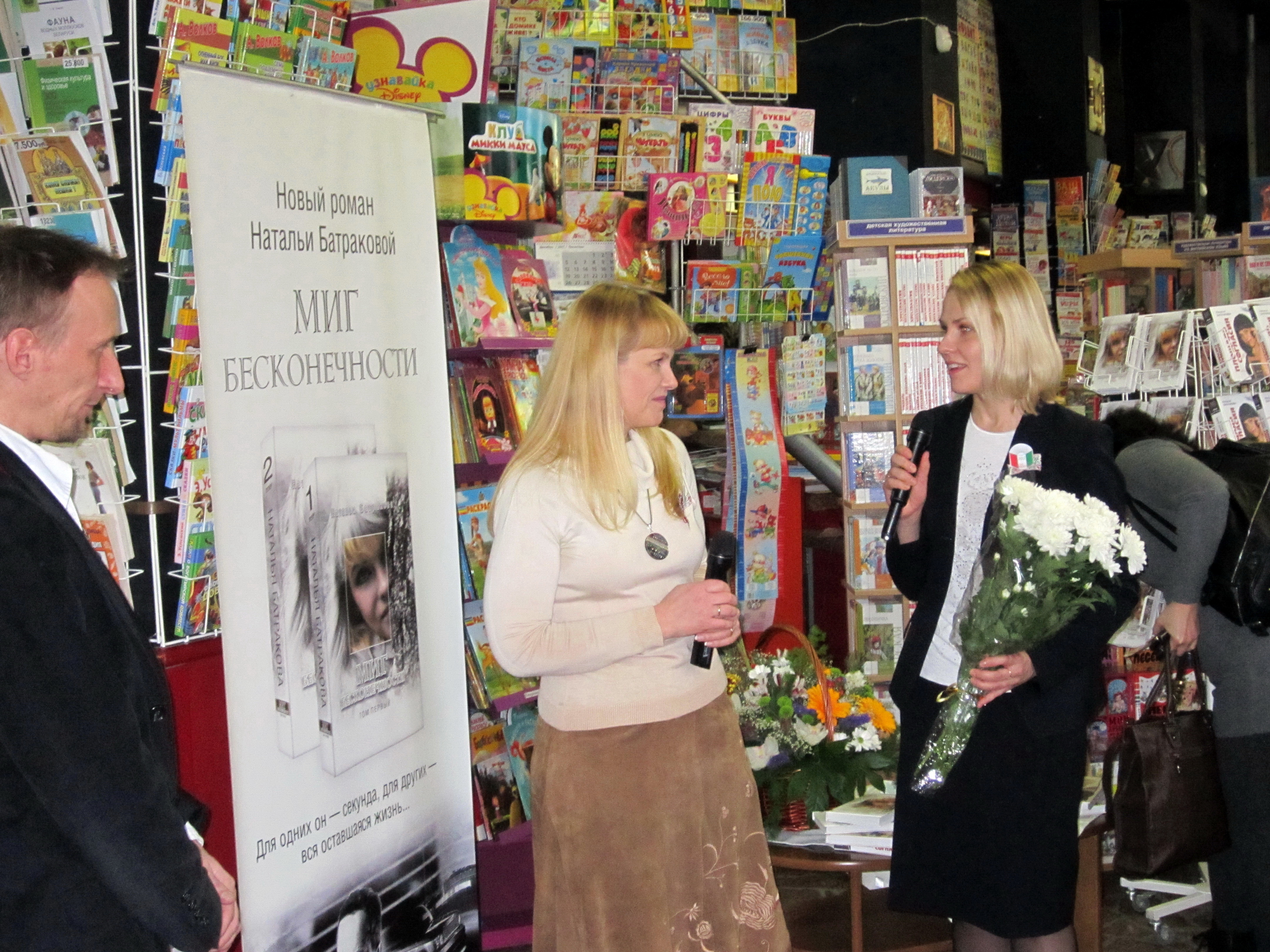
Поздравления от сотрудников Центрального книжного магазина на творческой встрече Н. Батраковой с читателями (посвящённая 60-летию магазина, 17.03.2012)

## Переводы произведений Н. Батраковой на другие языки

### На польском
- «Wiosenne odurzenie» (рус. «Весенний дурман», 2013, Польша, Гдыня) — стихи из сборника «Сто сорок жизненных мгновений», переводчик — Малгожата Мархлевска (Małgorzata Marchlewska).
- «Arytmia milosci» (рус. «Экстрасистолы любви», 2016, Польша, Гдыня) — стихи из одноимённого сборника.

## Фотогалерея

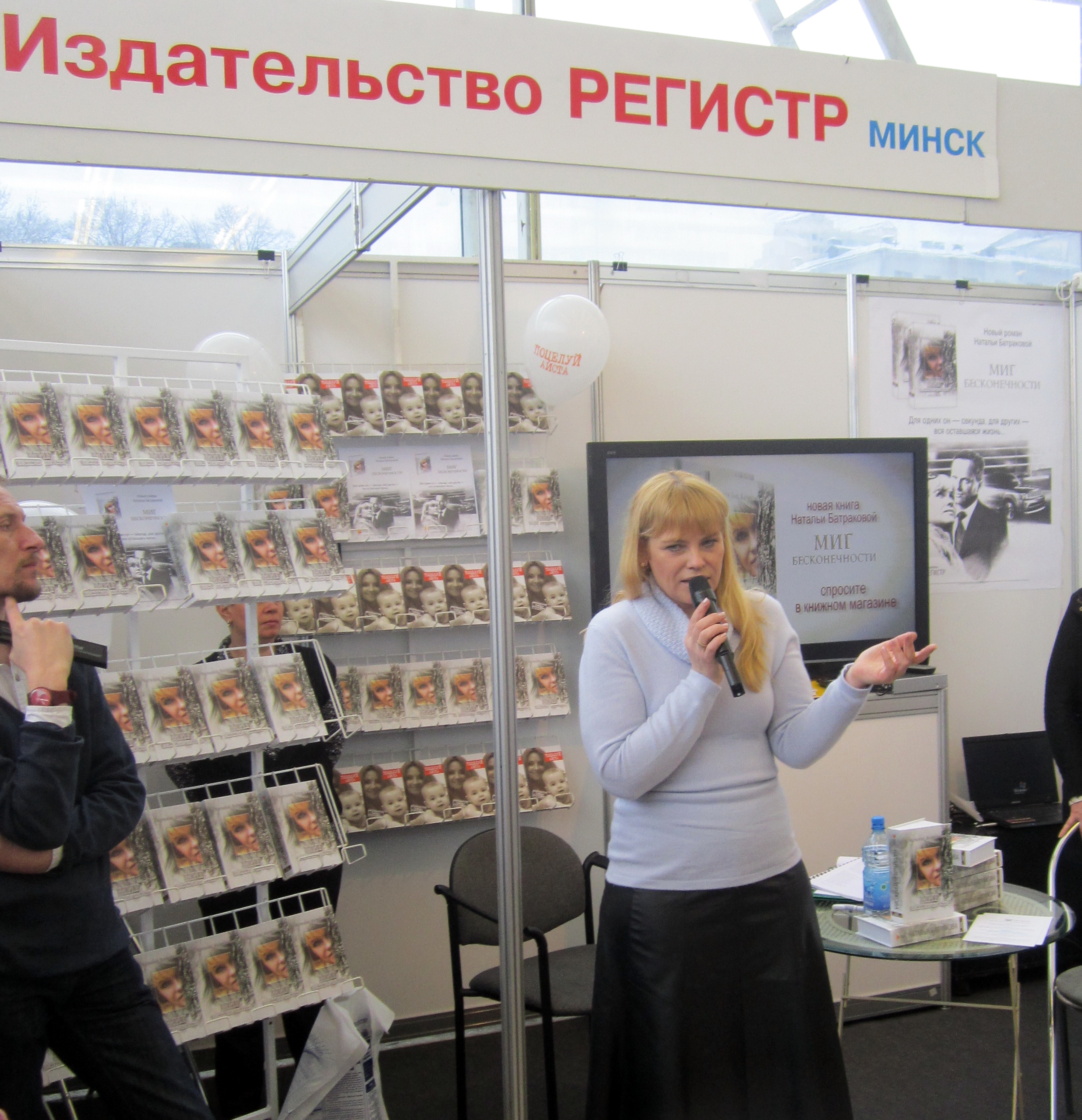
Презентация книги «Миг бесконечности». XX Международная книжная выставка. Минск, 9.02.2013
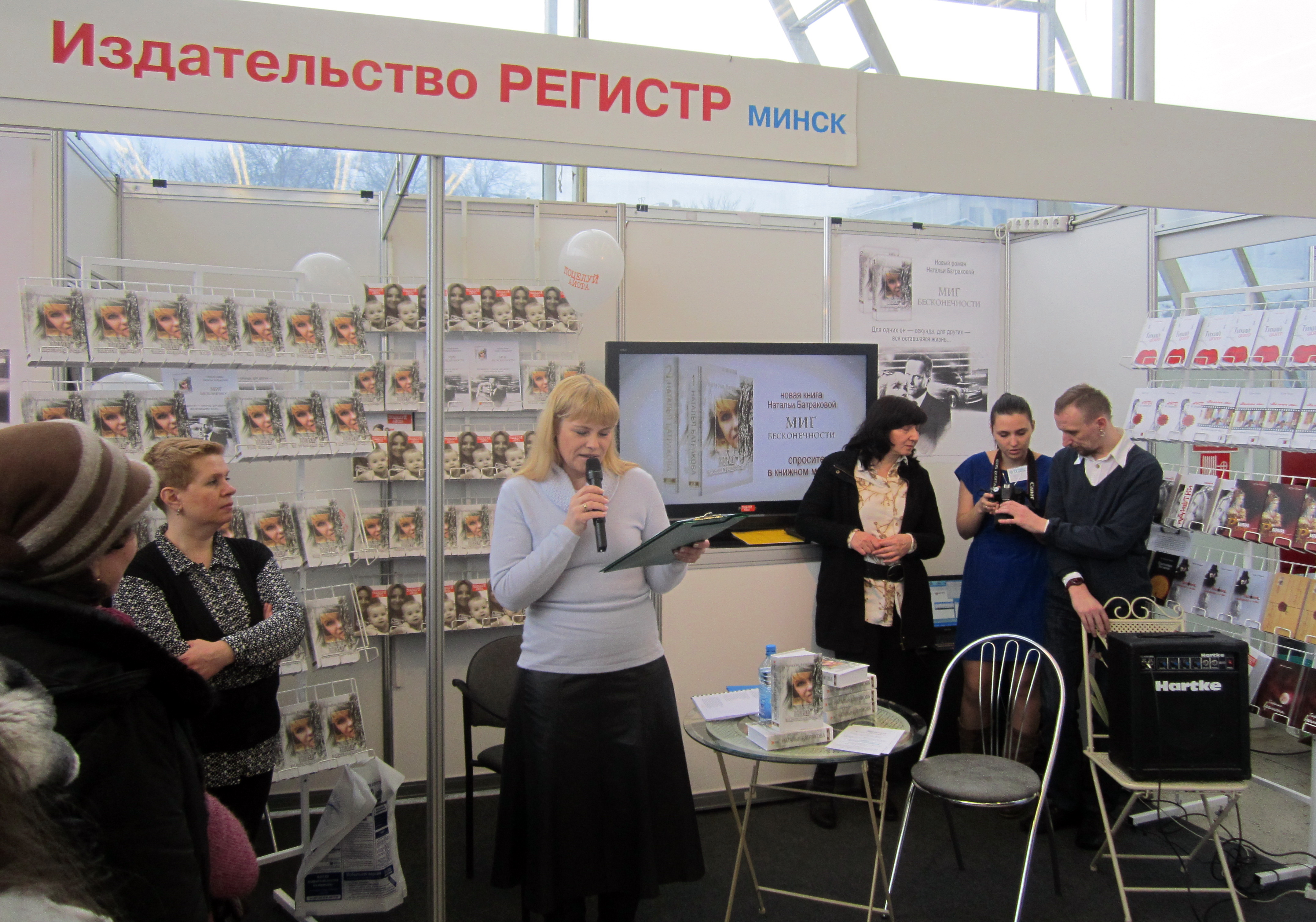
Прочтение отрывка из новой, будущей книги, продолжения «Мига бесконечности».

## Комментарии
1. ↑  Жюри, состоящее из представителей рекламных агентств, руководителей крупных компаний и экспертов из Белоруссии, России и Украины, выбирает самые узнаваемые брэнды страны.